# Adlercreutz
La familia Adlercreutz es una dinastía sueca de origen finlandés, perteneciente a la nobleza sueca y la nobleza finlandés. Los miembros de la familia Adlercreutz viven en Argentina, Finlandia y Suecia.

## Miembros notables
- Gregor Adlercreutz
- Nils Adlercreutz
- Federico Tomás Adlercreutz